# Weekends
Weekends – drugi singel amerykańskiej grupy Black Eyed Peas promujący drugi album studyjny Bridging the Gap.
Singel ukazał się w Stanach Zjednoczonych i Europie w 2000. Rok później został wydany w Australii, gdzie osiągnął 93. miejsce w notowaniu ARIA Singles Chart.

## Lista utworów
(opracowano na podstawie materiału źródłowego)
1. „Weekends” – 4:53
2. „Empire Strikes Black” –	4:32
3. „Magic (Non-LP Version)” – 3:42
4. „BEP Empire” (teledysk)